# ジョシュア・ノートン
ジョシュア・エイブラハム・ノートン（Joshua Abraham Norton、1818年2月4日 - 1880年1月8日）は、アメリカ合衆国の帝位僭称者。
19世紀のアメリカにおいて「合衆国皇帝」（Emperor of The United States of America）を自称した。更には当時アメリカと敵対状態にあったメキシコの保護者として帝位請求を行った。

## 概要
イギリス生まれのイングランド人で、南アフリカで幼少期を過ごした資産家の子息であった。1845年後半にケープタウンを離れ、リヴァプールを経由して翌1846年3月にボストンにたどり着いた。 その後、1849年にサンフランシスコに邸宅を購入して移り住み、父親から受け継いだ遺産4万ドルを運用して一財を作った。成功した実業家として裕福な生活を送っていたが、ペルー米の投機に失敗して破産したことを契機に正気を失ったとされている。
彼の行為は打算や野心ではなく、狂気に陥ったことによるものだと考えられるが、彼が皇帝として要求した内容は温和なものであり、実際に先進的で価値のある発想が多く含まれていた。特に、サンフランシスコにかかる大橋とトンネルの建設というアイデアは後に実現されている（サンフランシスコ・オークランド・ベイブリッジ、トランスベイ・チューブ）。
当時全くの無名で前歴も不明であった人物の大胆な帝位請求は真剣にこそ受け取られなかったが、次第にサンフランシスコの市民たちの間で知られた存在となっていった。多くの人は君主制には賛同しなかったが「皇帝勅令」に親しみ、温和で平和的な人格から市民にとって愛すべき著名人として敬愛された。晩年には本当にノートンが王族の落胤や末裔なのではないかと考えるものも現れるほどで、市民による葬儀には3万人の群集が詰めかけた。

## 青少年期
ノートンの出生地はイングランドであるということ以外、明確な証明を持たない。さまざまな論者がテルフォードなど彼の出身地と考えられる場所に言及しているが、資料によって異なる見解が示されている。同様に生年月日も明確な記録はなく、サンフランシスコの新聞『サンフランシスコ・クロニクル』に掲載された彼の追悼文では「彼の生年に関する最も頼りになる情報は、棺に付いていた銀のプレートにおよそ65歳没と刻まれていたことのみである」としている。その場合、彼は1814年生まれということになるが、1819年2月4日にロンドンで生まれたとする記録も残っている。
幼少期を南アフリカのイギリス植民地で過ごしたことは先述したが、移住時の滞在許可証には1818年生まれと書かれている。またこの登録によれば父はジョン・ノートン、母はサラ・ノートンと記録されている。サラは裕福なユダヤ人商人エイブラハム・ノーデンの娘であった。1849年に父親から4万ドル相当の資産を受け継ぎ、アメリカ西海岸のサンフランシスコに移住して不動産への投資を始めた。彼の事業は目覚ましい成功を収め、1850年代前半には総資産は5倍以上の25万ドルにまで膨れ上がっていた。
1850年代、中国が飢饉により米の輸出を禁止した影響で、サンフランシスコの米価格は1キロ当たり9セントから79セントまで高騰した。これを商機と見た彼はペルーから輸入途中にあった20万ポンドの米を1キロにつき12セントで全て買い占め、値段を更に吊り上げて売りさばく準備を整えた。これが成功していれば巨万の富が流れ込んでいたはずだったが、不幸にも商品を売り抜ける前に他の輸入米がサンフランシスコに輸出され、米の値段は3セントにまで暴落してしまった。ノートンは諦めずに米商人に対して事前の予測に対する責任を求め、契約破棄を要求した。1853年から1857年の4年間にわたって米商人への訴訟と裁判が行われ、カリフォルニア最高裁判所にまで持ち込まれた裁判はノートンの敗訴であった。負債と裁判費用で全資産を失い、不動産のほとんども競売に出されたノートンは、1858年に破産宣告を出した。
この一件でノートンは邸宅を去って行方不明になり、次第に正気を失ったものと考えられている。

## 合衆国「皇帝」

### 帝位請求の開始

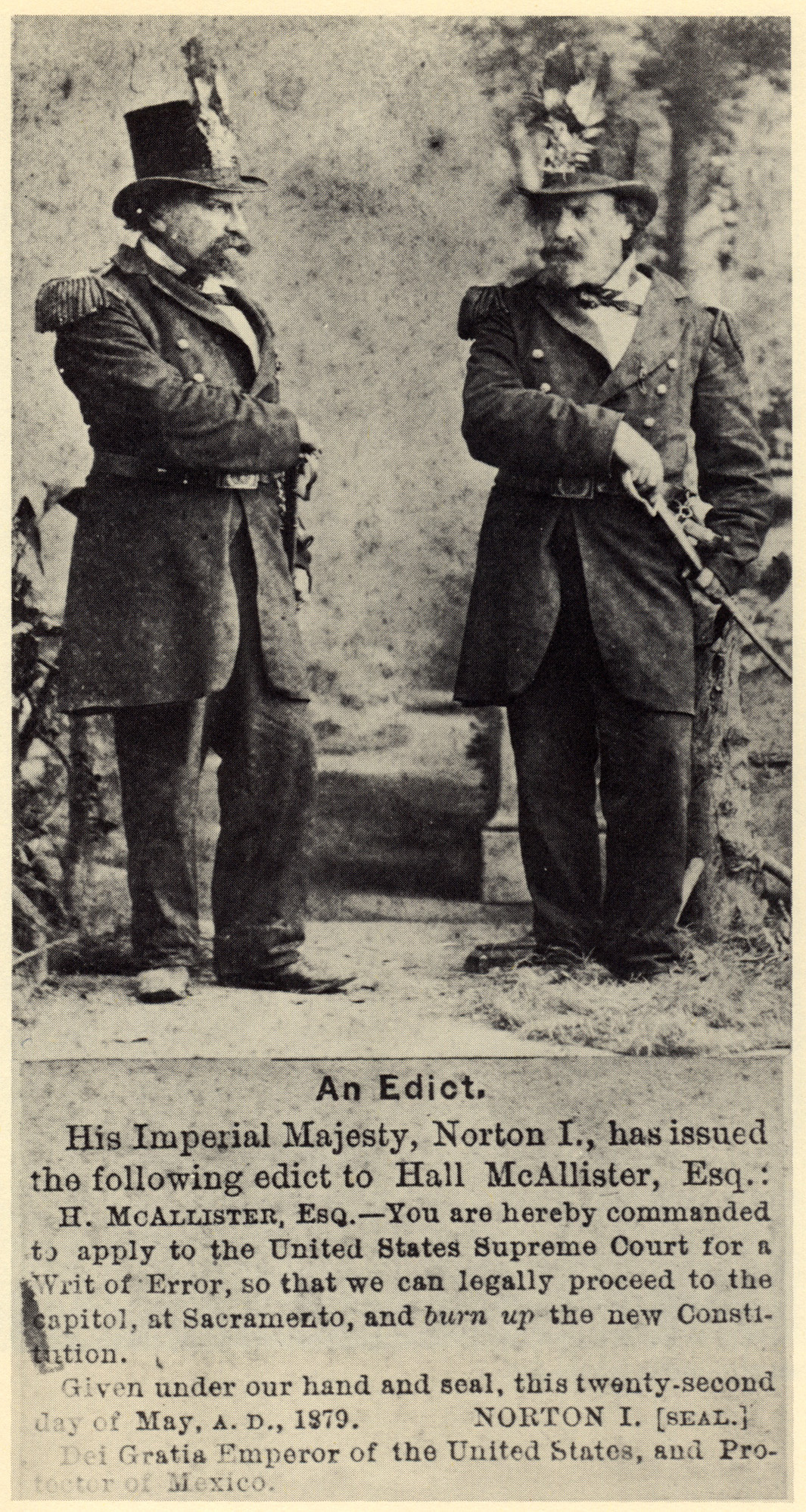
新聞に掲載された皇帝宣言についての記事。異様な人物による愉快犯として扱われている。

失踪してから一年後、後年の彼が述べるところの「自発的亡命」を終えてサンフランシスコに舞い戻ったノートンは、唐突な行動を起こした。彼は合衆国の政治体制（共和制、連邦主義）に著しい不備があると考え、それを絶対君主制の導入によって解決するという信念に囚われていた。そして彼は自らがその旗印として帝位請求者にならんと決意したのである。
1859年9月17日、彼はサンフランシスコの新聞各社に手紙を送り、下記のように「合衆国皇帝」たることを宣言した。この即位宣言はいたずらとして正当な扱いを受けなかったが、声明を受け取った新聞社の一つであるサンフランシスコ・コール紙がジョークとして「皇帝宣言」を掲載した新聞を発行した。ここから、現在まで語り継がれる、21年間にわたる「帝都サンフランシスコ」を拠点にした合衆国「皇帝」ノートン1世の帝位請求が始められた。
後にノートン1世は請求称号に「メキシコの保護者」を追加した。

### 「勅令」

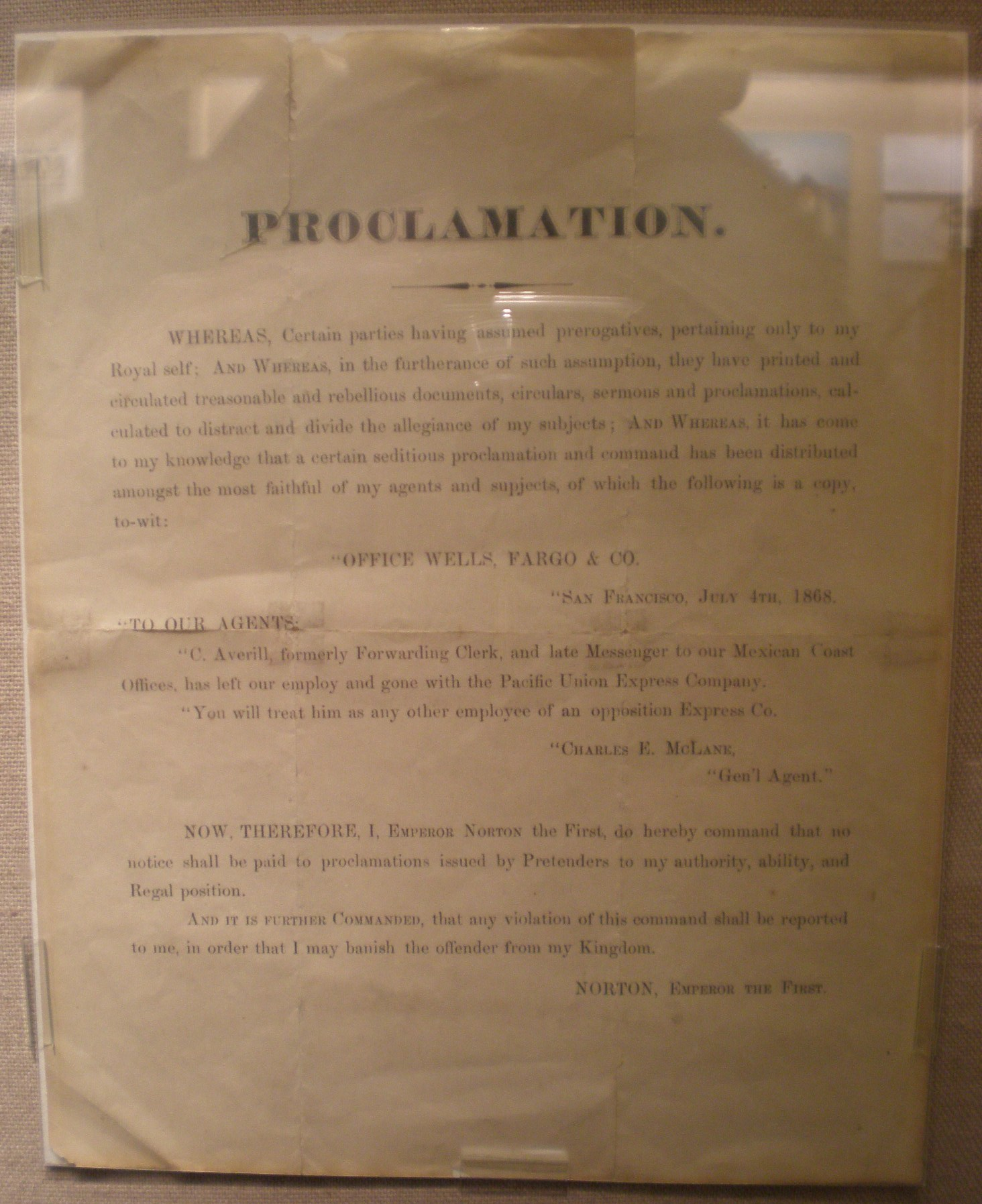
ノートンが発した勅令の一部

ノートン1世は主にサンフランシスコの日刊紙上に数多くの国事に関する「勅令」を投書として送りつけ、これを帝位請求における主要な活動とした。
「絶対君主制に移行したアメリカ合衆国においては皇帝による親政が行われる必要があり、議会制度は廃止されるべきである」として、ノートン1世は1859年10月12日をもってアメリカ合衆国議会の解散を命令した。
彼が特に強調したのは議会制への嫌悪感であり、「関心を持つ民衆は罪悪を克服するため、サンフランシスコのプラッツ音楽堂に1860年2月に集合すること」を求めている。
この勅令は「謀反を起こした」ワシントンの政治家たちによって黙殺された。もっと厳しい措置が必要と考えたノートン1世は1860年1月、新たな「皇帝勅令」を発して帝国軍に反乱者を一掃するよう命じた。
しかし（「帝国陸軍」とされた）合衆国陸軍は「勅令」を無視し、実務は議会に委ねられ続けた。ノートン1世の治世は共和制と立憲君主制による議会統治の双方を否定し、彼らと対峙することに費やされた。1860年には連邦制の廃止と結社の禁止を「勅令」により宣言した。 議会主義者たちとの戦いは「皇帝」としての生涯を通じてやむことがなかった。彼は嫌々ながらではあるものの、次第に議会の活動継続を許すようになっていった。しかし、不服従な議会の「挑戦」を受けていつもくすぶっていたこの対立に対するノートンの対抗手段は先鋭化していった。1869年8月4日、ノートンは「皇帝勅令」によって無造作に民主・共和両党の廃止を宣言した。
ノートン1世は南北戦争の時期、合衆国国民の間で起こった多くの醜い争いを解決することを希望して、1862年にはプロテスタントとカトリックの全教会に対し彼を皇帝に任命するよう命令した。また、皇帝の御座所であるサンフランシスコを「フリスコ」と略して呼ぶことは敬意の欠如を表しているとして、以下のような憂慮を示す勅書を発した。

### ノートンの精神状態

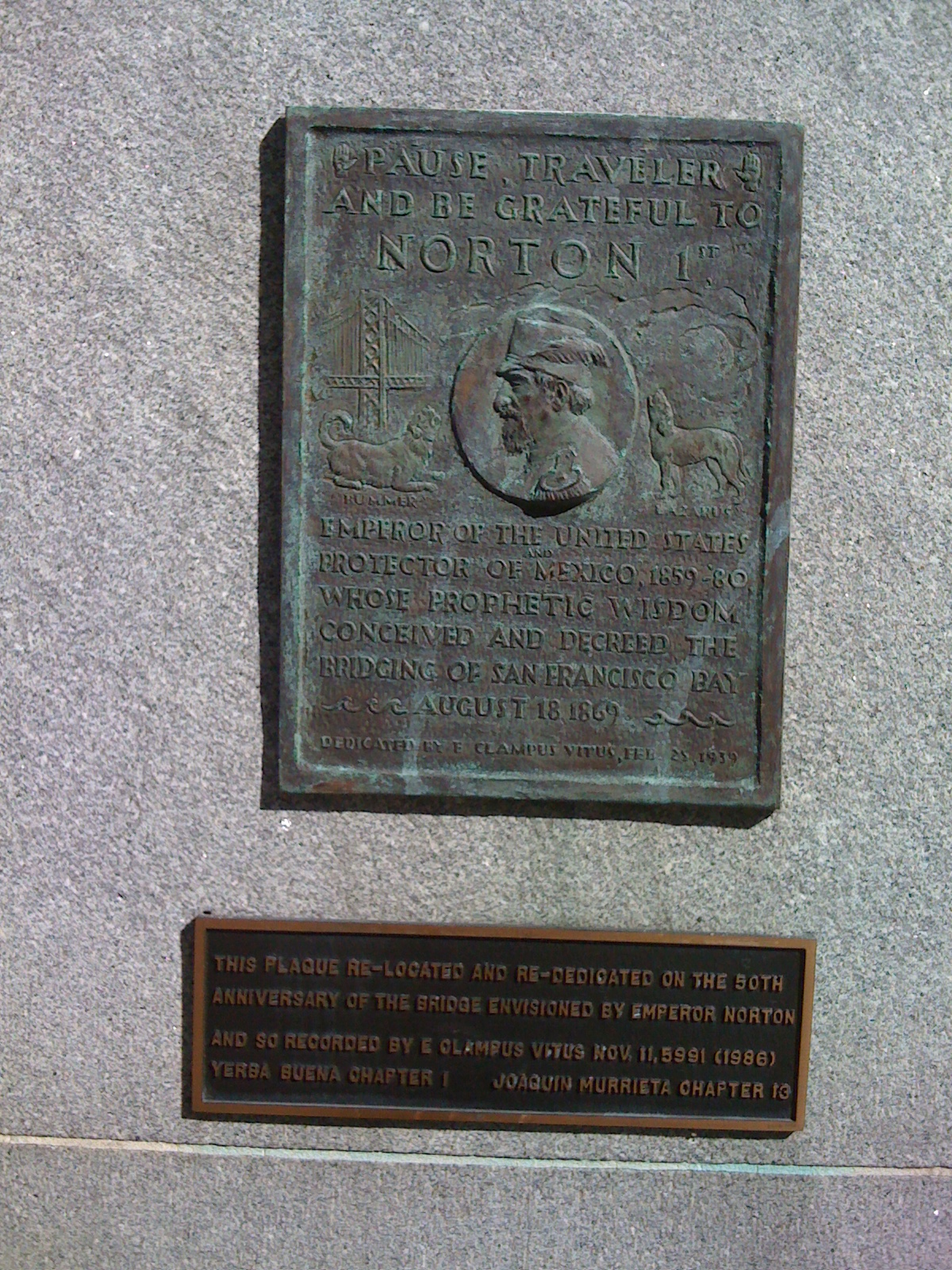
ベイブリッジの建設計画におけるノートンの役割を讃え、1939年に設置された記念碑。現在はサンフランシスコ・トランスベイ・ターミナルに展示されている。

彼の「勅令」を調べることで、ノートンの精神状態を推測しようとするいくつかの試みがあったが、彼は統合失調症であったと考えられている。この精神状態にはしばしば誇大妄想が観察されるためである。また、ノートンは破産後、鬱状態に陥り、架空の世界における生活を通じてそれを乗り越えたと考えることもできる。彼の行動は双極性障害の躁状態によく当てはまる。しかし、彼が医学的に完全に健康であったと考えることもまた不可能ではない。
忘れてはならないのは、彼の奇矯な振る舞いにもかかわらず、また実際の精神状態とも無関係に、ノートンが時として予見的発想を示しており、「皇帝勅令」は少なからず彼の視野の広さを示しているということである。国際連盟の設立を命じたり、宗教・宗派間の紛争を禁じたりする指示にそれが表れている。さらには、彼はしばしばオークランドとサンフランシスコを結ぶ懸架式橋梁の建設を命じており、後の発言には当局がその命令に不服従であることに対する苛立ちが強く示されている。
架橋は彼の死後に現実の計画となり、サンフランシスコとオークランドを結ぶサンフランシスコ・オークランド・ベイブリッジの建設は1933年に始まり、1936年に完成した。

## 「皇帝」としての生活

### 執務
ノートンは、プレシディオ陸軍駐屯地の将校から譲られた金モール付きの青い凝った軍服をまとい、ビーバーの皮製シルクハットに羽飾りを挿し、勲章をつけて、彼が支配下にあると考えるサンフランシスコの街路を頻繁に「視察」に訪れた。好んで携えたステッキや傘などを装って街路を巡りながら、歩道やケーブルカーの状態、公共施設の修理の進行状況や、警官の振る舞いや身だしなみに気を配ったという。彼は個人的に彼の「臣民」のことを気にかけ、さまざまなテーマについて哲学的な談義を長々と垂れるのを好んだ。
サンフランシスコでは1860年代から70年代にかけて、市内の最も貧しい地域で、低賃金で働いて雇用を奪う中国系住民に対する白人市民のデモがしばしば発生したが、それらはいたるところで流血の事態に発展した。あるとき、このようなデモのひとつに皇帝ノートン1世が居合わせ、暴徒たちとリンチを受けそうになっている中国系住民たちの間に立った。彼は頭を垂れ、何度も主の祈りを口ずさんでいたが、それを聞いた暴徒たちは恥じて解散してしまったと言われている。

### 警官アーマンド・バービアによる「大逆罪」
1867年、アーマンド・バービアという警官がノートンを捕え、彼の意に反して精神病の治療を受けさせようとしたとき、騒動が持ち上がった。この逮捕はサンフランシスコの市民と新聞による強い抗議を引き起こしたのである。警察署長パトリック・クロウリーはすぐに対応し、ノートンを釈放して警察として公式に謝罪した。ノートンは寛大にもこの若い警官バービアによる「大逆罪」に「特赦」を下した。この騒動以降、警官たちは通りで「皇帝」に会った時は敬礼するようになった。

### 人々の尊敬

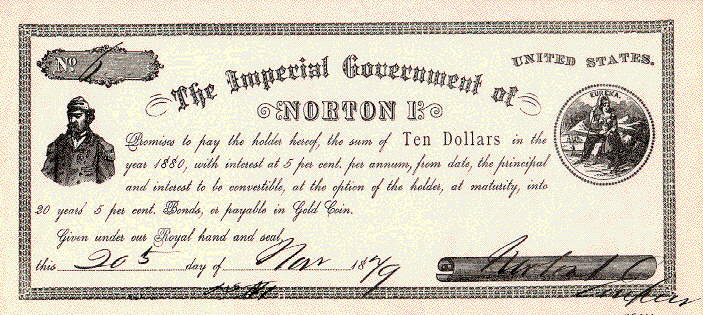
ノートン1世の「帝国政府」発行の10ドル国債

大衆は公然と「皇帝ノートン」を敬愛していた。ほとんど金を持たなかったにもかかわらず、彼はしばしば最上級のレストランで食事をとり、そこのオーナーは「合衆国皇帝ノートン1世陛下御用達」と刻んだブロンズのプレートをレストランの玄関に飾った。ノートンはこのような見栄を張ることを許しており、このプレートは実際にレストランの売り上げに寄与したという人もいる。
セントラルパシフィック鉄道は食堂車で食事をした「皇帝」に支払いを請求したために不興を買い、「勅令」によって営業停止命令を受けた。多くの市民が「皇帝」を支持し、反響に驚いた鉄道会社は彼に金色の終身無料パスを奉呈して謝罪した。
ノートン1世の地位には実際に公式な承認の細かい記録がある。1870年の国勢調査の統計表において彼は、「ジョシュア・ノートン、住所：コマーシャル・ストリート624番地、職業：皇帝」と記されている。彼はまた小額の負債の支払いのために独自の紙幣を発行しており、それは地域経済において完全に承認されていた。この紙幣は50セントから5ドルまでの額面で発行されていたが、今日のオークションではその希少価値のため1000ドルを超える値が付いている。
サンフランシスコ市はその「権力者」に名誉を与え、敬意を表した。彼の着る軍服が古びてくると、市当局は盛大な儀式とともに新品を買うのに足る費用を支出した。そしてその見返りに「皇帝」は感謝状を送り、終身貴族特許状を発行した。

### 伝説化されたノートンの行動

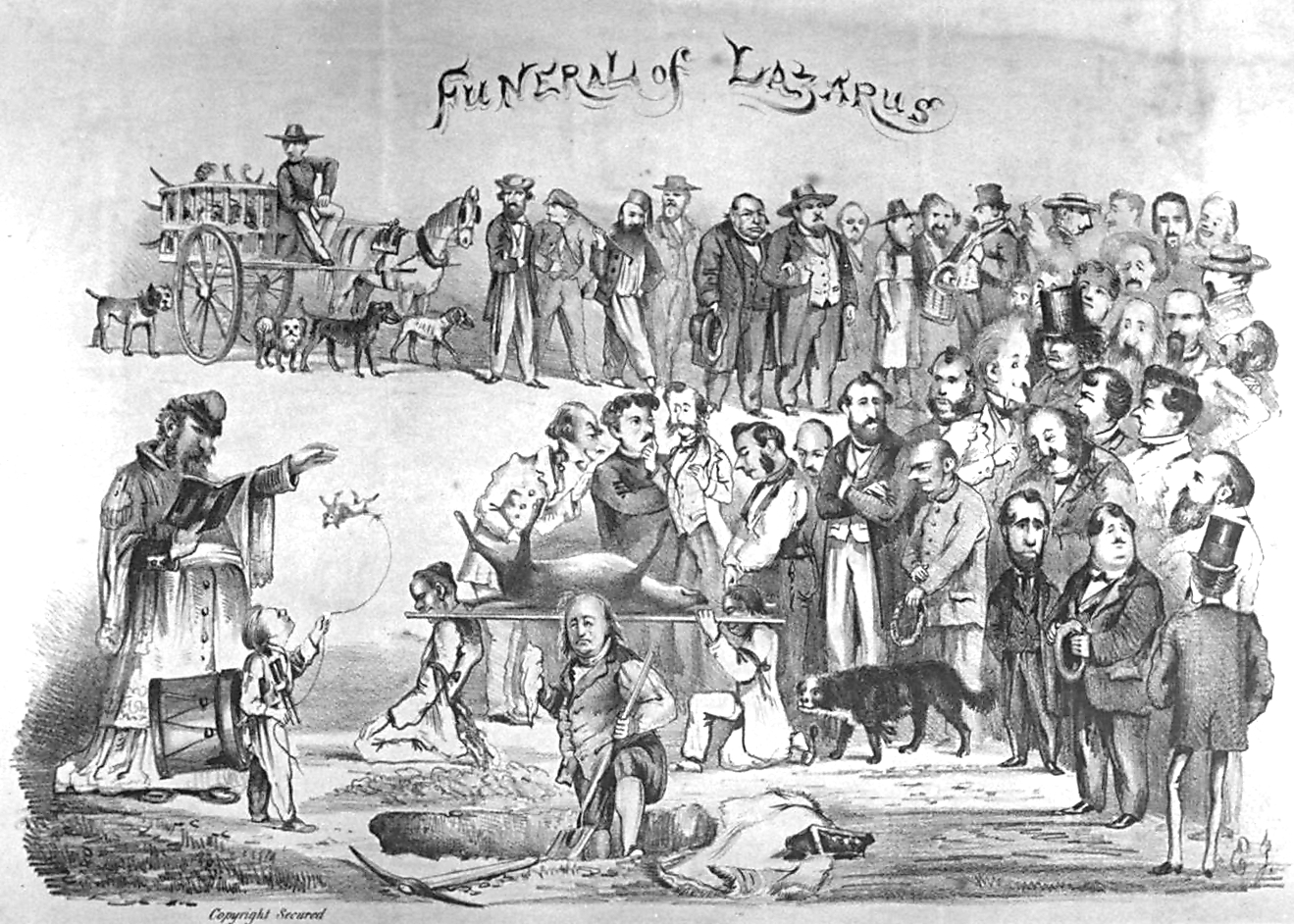
雑種犬ラザルスの葬儀を教皇の姿で執り行うノートン1世の姿を描いた、エドワード・ジャンプの風刺画。当時の様々な著名人が列席者として描かれており、墓穴を掘っているのは「ジョージ・ワシントン2世」を自称していたフレデリック・クームス

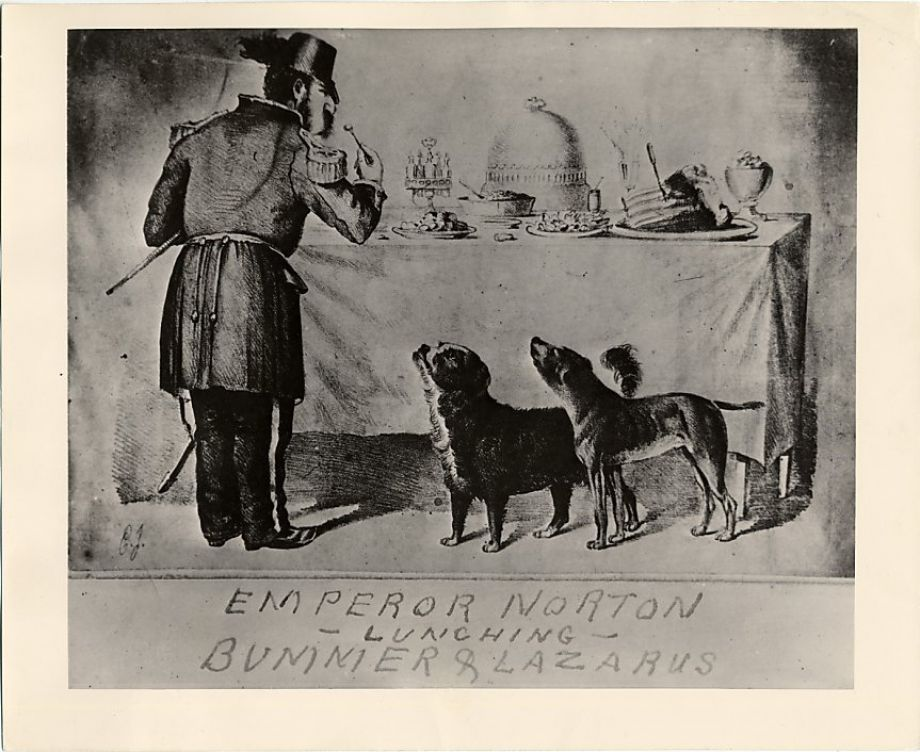
ノートンおよびラザルスとブマーを描いたエドワード・ジャンプの風刺画。「Three bummer」（三人の浮浪者）と題されたこの絵を見たノートンは激怒し、絵が飾られているショーウィンドウを杖で激しくたたいた

晩年には、彼はしばしば色々なうわさや憶測の的になった。よくささやかれたうわさの一つに、彼は本当はナポレオン3世の子で、表向き南アフリカ出身と言うことになっているのは追及をかわすためだ、というものがある。別のうわさでは、ノートンはヴィクトリア女王と結婚しようとしているというものもあったが、実際に彼は女王と幾度か手紙を交わしたことがあって、それによって彼女に忠告を与えていたのである。また、ノートンは本当は大金持ちだが貧民に対する同情の念から貧しさを装っている、といううわさもあった。
メディアや作家たちも好んでノートンの風評を書き立て、いくつかの偽「勅令」が新聞に掲載されている。これらの新聞の編集者たちは、「勅令」をそれらしい内容で偽造したのではないかと疑われている。サンフランシスコ市立博物館は本物だと証明された全ての「皇帝勅令」のリストを所蔵している。
ノートンは二匹のお供の雑種犬ラザルスとブマー を連れ、劇場の貴賓席に現れていたというものもあるが、現在ではこれらの犬と「皇帝」は、ほとんど関係が無かったと考えられている。当時の人気者であった「皇帝」と二匹の犬を関連付ける記述は、当時の新聞記事には掲載されていない。画家エドワード・ジャンプが描いた、ラザルスの葬儀をノートンが取り仕切っている絵もあるが、事実ではない。ノートン自身は、ラザルスとブマー、そしてノートンが描かれたジャンプの絵を見て激怒し、絵が飾られていたショーウインドウを杖で叩いたことがあるという。

### 崩御
1880年1月8日の晩、ノートン1世は科学アカデミーでの講演に向かう途中で倒れた。警官が大急ぎで馬車に救援を要請し病院に運んだが、馬車が病院に着く前に息を引き取った。
翌日『サンフランシスコ・クロニクル』は「Le Roi Est Mort（王崩御ス）」というフランス語の見出しで、一面に「みすぼらしい敷石の上で、月のない暗い夜、しのつく雨の中で…神の恩寵篤き合衆国皇帝にしてメキシコの庇護者ノートン1世陛下が崩御された」という追悼文を載せた。記事の雰囲気は悲しみと敬意にあふれたものだった。サンフランシスコのもう一つの主要紙『モーニング・コール』はほとんど同じ見出しで、社説に「神の恩寵篤き合衆国皇帝にしてメキシコの保護者ノートン1世陛下が崩御」と掲載した。「皇帝」崩御は遠く州外にまで報じられ、『ニューヨーク・タイムズ』は「彼は誰も殺さず、誰からも奪わず、誰も追放しなかった。彼と同じ称号を持つ人物で、この点で彼に立ち勝る者は1人もいない」と評する追悼記事を掲載した。
ノートン1世は貧窮の中で没した。死去した際の彼の持ち物は、持っていた5 - 6ドルの現金とコマーシャル・ストリートの下宿の部屋の捜索で見つかった2.5ドルのほかは、散歩用ステッキのコレクション、ヴィクトリア女王と交わした書簡、1,098,235株の無価値な金山の株式だけだった。
ノートン1世が残した「資産」では貧民墓地への埋葬がやっとなのは明らかだったので、ビジネスマンたちの集まり「パシフィック・クラブ」は荘厳な「大喪」を営むための資金集めを始め、最後には大規模で厳粛・荘厳な葬送の式典ができるだけの資金が集まった。「…全ての階層の人々が皇帝に敬意を表した。資本家から貧民まで、商店主から泥棒まで、身なりのよいご婦人から卑しい出自だと見た目でわかる者たちまで」と、誰もが「皇帝」との別れを惜しんだ。棺が墓地に運ばれた時には3万人もの人々が垣をなし、棺に続く葬列は2マイルに及んだと、いくつかの記録に残されている。
ノートン1世は最初、サンフランシスコのフリーメイソン墓地に葬られたが、1934年に改葬され、彼は今カリフォルニア州コルマのウッドローン墓地に埋葬されている。墓石には「ノートン1世、合衆国皇帝、メキシコの庇護者」と刻まれている。1980年にサンフランシスコではノートン1世の死後100年を記念するいくつもの式典が開かれた。

## ノートン1世の今

### 文学におけるノートン1世
ノートンの物語はニール・ゲイマンによるグラフィックノベル『サンドマン』のエピソードの一つ「三度の九月と一度の一月（Three Septembers and a January）」に登場する。この物語はシリーズの第六集「The Sandman: Fables and Reflections」に収録されている。
ロバート・シルヴァーバーグの短編小説『真夜中の宮殿』は最終戦争後のカリフォルニア州にあるサンフランシスコの帝国を描いており、そこを統治する皇帝はノートン7世という名前になっている。ノートン皇帝とその愛犬ブマー、ラザルスは、バーバラ・ハンブリーの「スター・トレック」物のオリジナル小説「イシュマエル」の中にもちらりと登場する。クリストファー・ムーアの長編小説『血に飢えた悪霊』には不死とおぼしきノートンが現代のサンフランシスコに現れる。漫画『ラッキー・ルーク』の57巻には「アメリカの皇帝」というタイトルの回があり細部がノートン皇帝に捧げられている。

### その他
疑似宗教（パロティ宗教）のディスコルディアでは、ノートンは実在した人間のうちでは最高の霊的段階にある第二位の聖者とされている。聖典「不調和原論（Principia Discordia）」の記述にはサンフランシスコのジョシュア・ノートンに関する標語がある。
サンフランシスコのチョコレート会社、ギラデッリは二本のバナナとひとつかみのナッツが入った「ノートン皇帝アイス」を販売している。英語で「バナナ」と「ナッツ」は口語で「頭のおかしい人」という意味になるため、ノートン「皇帝」の変わった性格と重ねあわせている。
インディーズレーベル「エンペラー・ノートン・レコーズ」もノートンから取られている。一連のややシュールなソフトと娯楽用ソフトにも「エンペラー・ノートン・ユーティリティーズ」という名前がついている。この名前はまた、このソフト集「ノートン・ユーティリティーズ」を作ったのがピーター・ノートンだということもついでに思い出させる。
ノートン「皇帝」は1993年、サンフランシスコで開かれた世界SF大会に貴賓として招かれた。この時彼が現れるために当地の印象深いファンが霊媒を務めている。エンニオ・モリコーネがノートンの人生を描いたオペラもあり、ウェスト・ベイ・オペラ・カンパニーによって1990年秋にサンフランシスコで上演されるなどしている。

## 典拠
- 教区の誕生記録
- ノートンが発行した紙幣
- ノートンによる勅令リスト